# Système U
A Coopérative U é constituído por comerciantes independentes associados em uma estrutura cooperativa. 
A cooperativa é proprietária das marcas Hyper U, Super U e Marché U que são colocadas à disposição dos seus associados.
Em 2024, a Coopérative U contava com 1.726 lojas em 14 países. 

## História

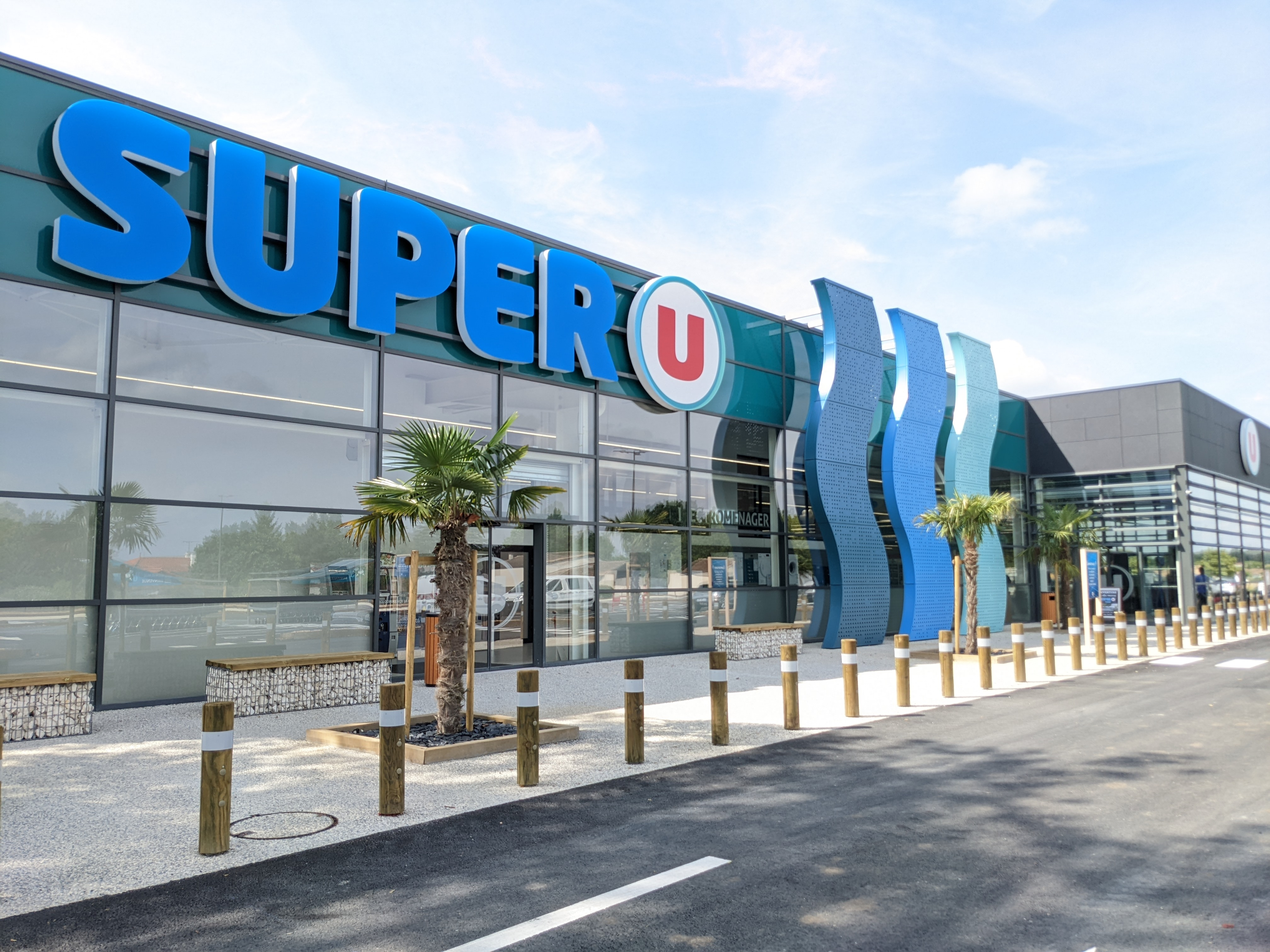
Super U de Cozes, Nova Aquitânia, França.

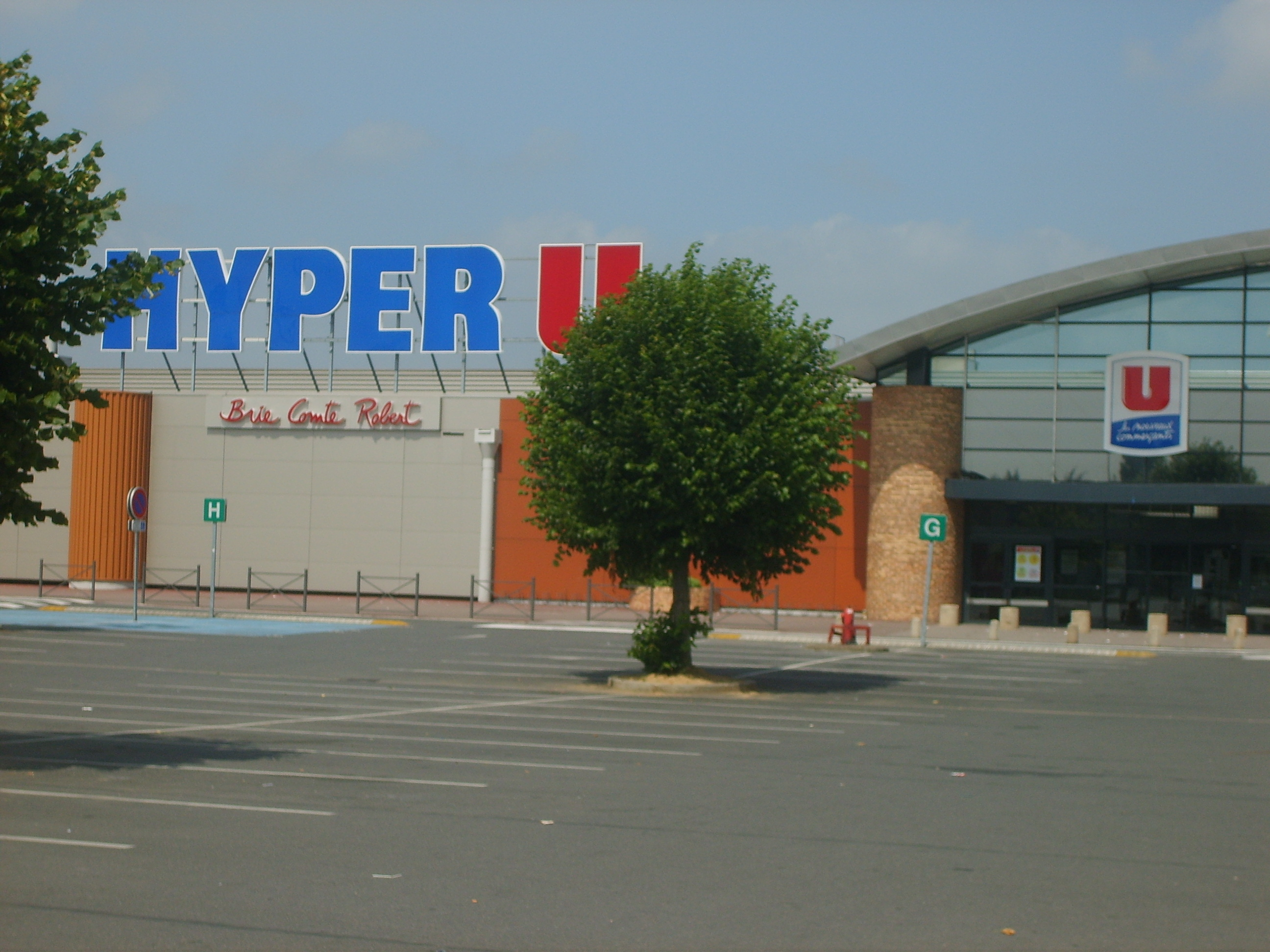
Um hipermercado Hyper U em Brie-Comte-Robert, em Île-de-France, França.

Vem diretamente da cooperativa Pain Quotidien (“pão de cada dia”), fundada no oeste da França em 1894.
Em 2023, o Mercure International de Monaco começará a substituir as marcas Casino e Géant pela Coopérative U no Congo-Brazzaville, Gabão e Senegal.
Em fevereiro de 2024, o Grupo Schiever torna-se parceiro da Coopérative U. Anuncia que começará a substituir seus hipermercados Auchan pelo Hyper U e seus supermercados Bi1 pelo Super U em março de 2025. 
Em 16 de maio de 2024, o grupo foi renomeado como “Coopérative U”.

## Locais

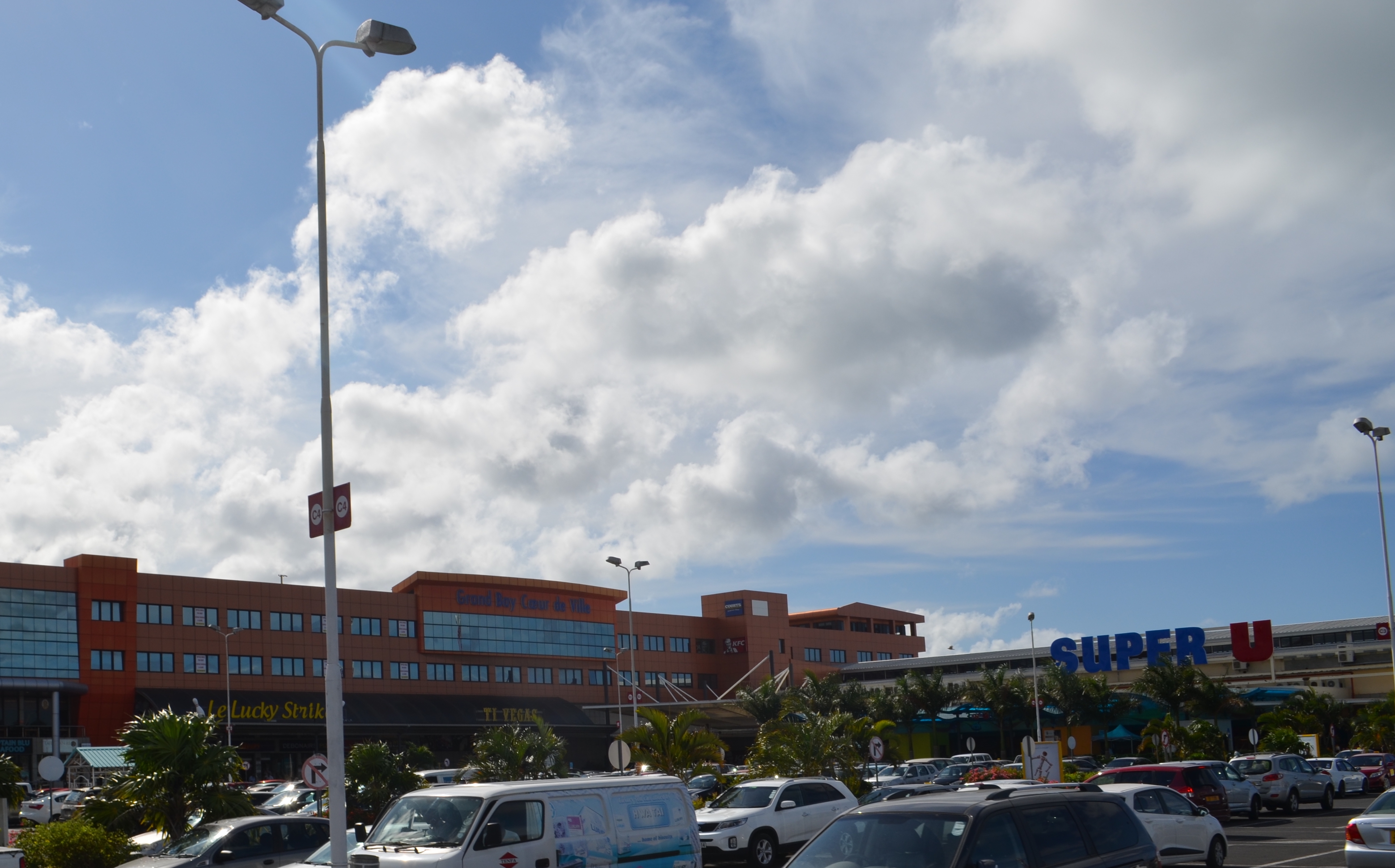
Super U em Grand Baie, Maurício.

Até 2024, o grupo contava com 1.726 lojas em 14 países.

### Europa
- Andorra
- França
- Mônaco
- Suíça

### África
- Burquina Faso
- Benim
- Camarões
- Costa do Marfim
- Gabão
- Guiné
- Maurício
- Madagáscar
- Marrocos
- Senegal